# Squishmallows

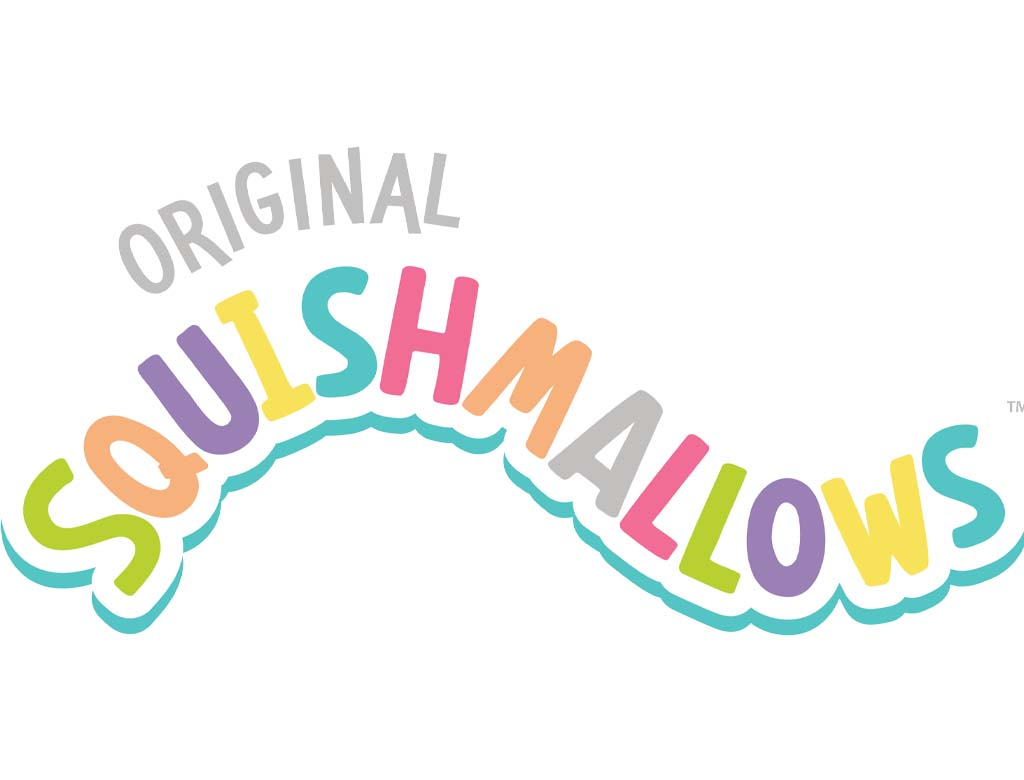
Logo del marchio

Squishmallows è un marchio di peluche lanciato nel 2017 da Kelly Toys Holdings ed è di proprietà di Jazwares, una società della holding statunitense Berkshire Hathaway. Gli oltre 3 000 peluche del marchio, chiamati anch'essi Squishmallows, sono rotondi e disponibili in vari colori, dimensioni, forma (animali, cibi, oggetti ecc.) e consistenze.

## Storia
Dopo aver fondato la Kelly Toys Holdings nel 1986, nel 2017 il fondatore Jonathan Kelly lancia un nuovo marchio di peluche. In un'intervista con Yahoo! Finance, Kelly ha dichiarato di aver avuto l'idea dopo essere andato in Giappone ed aver visto una varietà di giocattoli attraenti, tra cui peluche. L'idea fu poi sviluppata dal suo team per creare un giocattolo che emulasse l'aspetto "morbido, carino e kawaii" caratteristico dei peluche giapponesi.
Judd Zebersky, CEO e presidente di Jazwares, ha annunciato nel 2019 una partnership strategica con Kelly Toys per "rinvigorire ed espandere la distribuzione" del marchio Russ Berrie, acquisito da Jazwares nel 2018. Dopo un anno di collaborazione, nel 2020 Jazwares ha acquisito Kelly Toys per rafforzare la propria posizione sul mercato ed ottenere ulteriori licenze per il marchio. La partnership ufficiale è stata annunciata nell'aprile dello stesso anno da Zebersky, insieme a Kelly Toys e alla loro società madre, l'Alleghany Corporation.
Gli Squishmallows hanno riscosso il loro primo successo durante la pandemia di COVID-19 grazie a social media come TikTok, dove i collezionisti dei peluche pubblicavano post sulle loro collezioni. La popolarità ha fatto sì che il marchio raggiungesse oltre 550 milioni di visualizzazioni nell'hashtag di TikTok #Squishmallows, quasi 120mila follower su Twitter (a partire dal 2023), 456mila su TikTok e quasi 890mila su Instagram. A maggio 2024, il marchio contava più di 13 miliardi di visualizzazioni su TikTok ed era stato taggato più di 1 milione di volte su Instagram.
Ad agosto 2024 sono state vendute 400 milioni di peluche in 3 000 stili. Nel 2025 Jazwares ha sviluppato un nuovo prodotto, lo Squishpillows, un cuscino prodotto nello stesso modo. L'idea nasce dopo che un sondaggio ha rivelato che un possessore su quattro usa il proprio peluche come cuscino.

## Prodotto

### Materiali
Gli Squishmallows sono realizzati in morbido spandex e riempiti con fibra di poliestere. Come menzionato sull loro account Twitter ufficiale, i peluche vengono fabbricati in Cina. Originariamente erano disponibili in quattro misure, ma oggi sono venduti in 12 misure diverse, che vanno da una versione a clip da 3,5 pollici fino a un modello più grande da 24 pollici. L'autenticità della produzione è data dalle tre etichette attaccate sul prodotto.

#### Rivenditori al dettaglio
Per quanto riguarda la distribuzione, inizialmente gli Squishmallows venivano venduti direttamente tramite il sito web di KellyToys. In seguito, grazie a una partnership con catene come Walgreens, sono diventati disponibili anche nei punti vendita al dettaglio. Oggi è possibile trovarli in numerosi negozi, tra cui Costco, Target, Walgreens, CVS, Kroger, Hot Topic, London Drugs, Five Below, GameStop, Walmart e Hamrick's, oltre che presso rivenditori online come Amazon. Gli Squishmallows sono attualmente venduti in più di 60 paesi in tutto il mondo, tra cui Canada, Messico, Stati Uniti, Regno Unito e Australia.

### Prezzo e collezionabilità

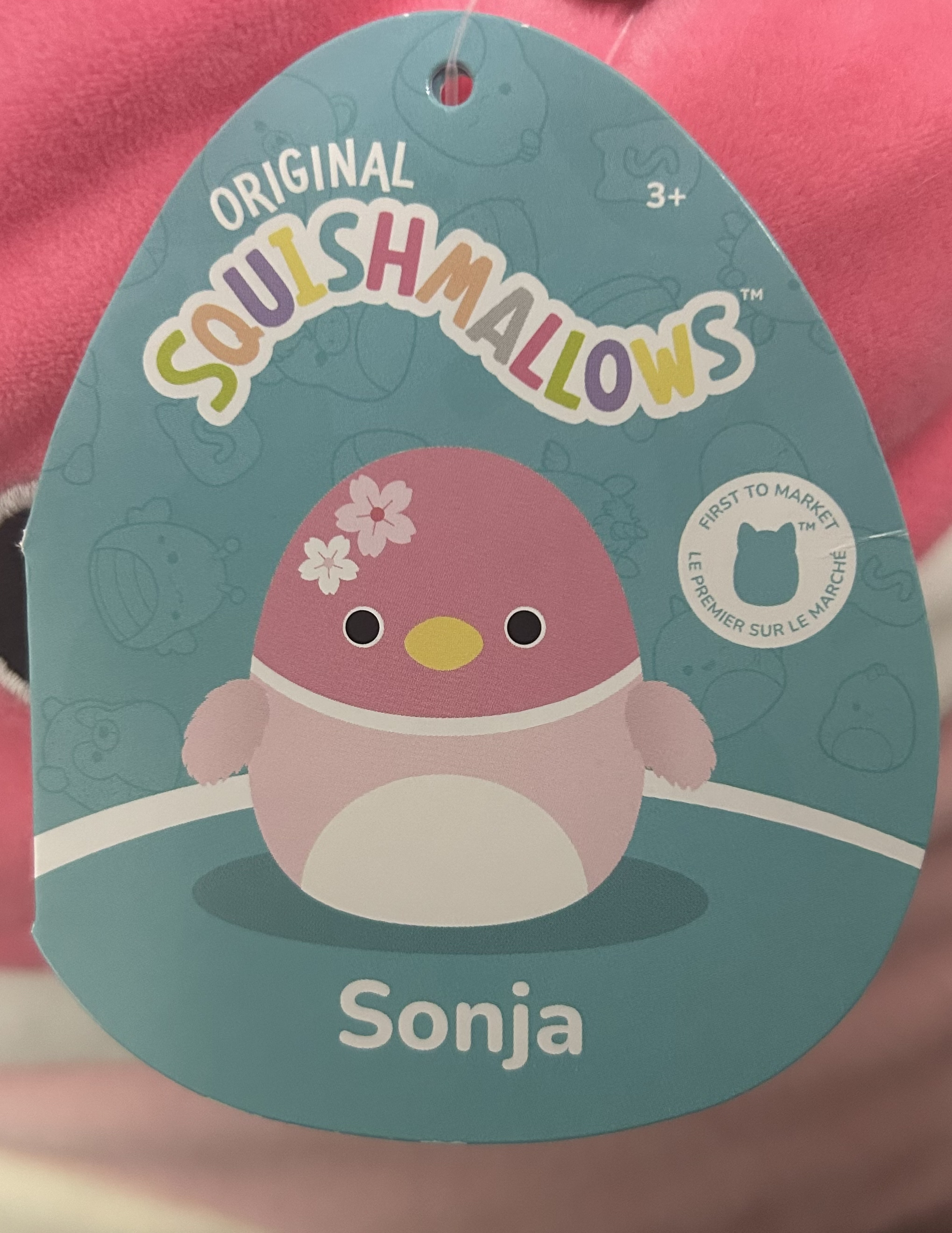
Esempio di uno Squishmallow con il tag "First to Market"

A causa dell'elevata richiesta, vengono spesso rivenduti a prezzi maggiorati. Il prezzo medio di rivendita varia in base alle dimensioni, alle condizioni e alla rarità dello stile specifico. Alcuni Squishmallow in edizione limitata o particolarmente richiesti possono essere venduti da rivenditori e collezionisti per centinaia o migliaia di dollari. Jack il gatto nero, Squishmallows riconoscibile per i suoi occhi bianchi chiusi e i baffi bianchi, è uno dei più rari mai prodotti. KellyToys lo ha introdotto in edizione limitata sul proprio sito web nel 2020, dove è andato esaurito in sole due ore. Nei siti web di terze parti, come eBay, si possono trovare annunci proprio per questo peluche intorno ai 20 000 dollari.
Tra i tanti Squishmallow in vendita, i più popolari sono Connor la mucca, Malcolm il fungo, Archie l'axolotl, Benny/Brina i Bigfoot e Philippe la rana. Non sono rari casi in cui i rivenditori privati siamo minacciati o doxxati, quindi sottratti delle loro informazioni personali senza consenso per essere rese pubbliche, dalla comunità.

### Collaborazioni
Da quando è nata la partnership, Squishmallows ha collaborato con molti altri marchi, ampliando ulteriormente la propria presenza sul mercato. Alcune di queste collaborazioni sono avvenute con Hello Kitty, annunciata sul sito ufficiale di Jazwares nell'aprile 2021, e Pokémon, che ha debuttato al Comic-Con di San Diego del 2022, dove gli ospiti hanno potuto assistere al lancio imminente dei personaggi. Altri marchi e franchise con cui Squishmallows ha collaborato includono Disney, Star Wars, Marvel Comics, Harry Potter, Il mago di Oz, SpongeBob, I Muppet, Sonic the Hedgehog, Stranger Things, Peppa Pig, Cocomelon e Bluey.
Nel 2022 la società ha collaborato anche con Monopoly, creando un gioco da tavolo in cui i giocatori acquistano Squishmallows invece delle tradizionali proprietà. Il gioco include anche una versione speciale di Cam the Cat esclusiva di questa edizione.
Nel dicembre 2023, McDonald's ha annunciato la sua collaborazione, presentando 12 piccoli peluche disponibili con l'acquisto di un Happy Meal. La collezione includeva un design speciale di Grimace in edizione limitata.
Nel marzo 2024 Squishmallows ha collaborato con PUMA, rilasciando alcuni personaggi in veste di modelli per sneaker e abbigliamento, disponibili nei negozi al dettaglio e sul sito web ufficiale del marchio sportivo.

## Filantropia
Jazwares, la società madre di Squishmallows, ha un'organizzazione filantropica chiamata Jazwares Cares, che promuove la salute, il benessere e lo sviluppo educativo dei bambini attraverso il gioco, tramite donazioni, sponsorizzazioni, programmi educativi e attività di volontariato, svolte principalmente dallo staff. Il programma di educazione comprende la donazione di giocattoli, tra cui gli Squishmallows. Nel settembre 2023 l'azienda ha donato 10 000 Squishmallows "Star" in edizione limitata a numerosi sedi della Make-A-Wish Foundation negli Stati Uniti e in Canada. e nel mese di dicembre dello stesso anno ha collaborato con gli Stockton Kings per donare 1 700 giocattoli alle famiglie locali.